# ولید حزام العنزی
ولید حزام العنزی (انگلیسی: Waleed Al-Enezi؛ زادهٔ ۱۹ دسامبر ۱۹۹۴) یک ورزشکار اهل عربستان سعودی است.